# مارین دفالوار
مارین دفالوار (به فرانسوی: Marien Defalvard) نویسندهٔ فرانسوی است که در ۲۰ اوت ۱۹۹۲در پاریس متولد شد. او در ۲۰۰۷ در سن پانزده سالگی اولین رمان خود به نام «Du temps qu'on existait» را نوشت و در همان سال دیپلم خود را نیز گرفت. روزنامه اکسپرس او را جاستین بیبر در زمینه ادبیات دانست. او در سال ۲۰۱۱ جایزه ادبی فلور (prix de Flore) و جایزه اولین رمان (Prix du premier roman) را از کشور فرانسه دریافت کرد.